# Posle tebja
Posle tebja (russisk: После тебя) er en russisk spillefilm fra 2017 af Anna Matison.

## Medvirkende
- Sergey Bezrukov som Aleksej Germanovitj Temnikov
- Anastasija Bezrukova som Kjara
- Aljona Babenko som Artemjeva
- Karina Andolenko som Marina Kuznetsova
- Vladimir Mensjov som German Temnikov